# Мусиевка (Ружинский район)
Мусиевка (укр. Мусіївка) — село на Украине, основано в 1609 году, находится в Ружинском районе Житомирской области.
Код КОАТУУ — 1825281802. Население по переписи 2001 года составляет 348 человек. Почтовый индекс — 13614. Телефонный код — 4138. Занимает площадь 2,104 км².

## Адрес местного совета
13613, Житомирская область, Ружинский р-н, с.Верховня, ул.Ленина, 3